# العلاقات الأسترالية اللاتفية
العلاقات الأسترالية اللاتفية هي العلاقات الثنائية التي تجمع بين أستراليا ولاتفيا.

## مقارنة بين البلدين
هذه مقارنة عامة ومرجعية للدولتين:
| وجه المقارنة                                              | أستراليا                                   | لاتفيا                                             |
| --------------------------------------------------------- | ------------------------------------------ | -------------------------------------------------- |
| المساحة (كم2)                                             | 7.69 مليون                                 | 64.59 ألف                                          |
| عدد السكان (نسمة)                                         | 24.51 مليون                                | 1.93 مليون                                         |
| الكثافة السكانية (ن./كم²)                                 | 3.19                                       | 29.88                                              |
| العاصمة                                                   | كانبرا، ملبورن                             | ريغا                                               |
| اللغة الرسمية                                             | لغة إنجليزية                               | اللغة اللاتفية                                     |
| العملة                                                    | دولار أسترالي، جنيه إسترليني، جنيه أسترالي | يورو، لاتس لاتفي، الروبل اللاتفي ‏، الروبل اللاتفي ‏ |
| الناتج المحلي الإجمالي (بليون دولار)                      | 1.32 تريليون                               | 30.26 مليار                                        |
| الناتج المحلي الإجمالي (تعادل القوة الشرائية) بليون دولار | 1.10 تريليون                               | 49.24 مليار                                        |
| الناتج المحلي الإجمالي الاسمي للفرد دولار أمريكي          | 56.31 ألف                                  | 14.06 ألف                                          |
| الناتج المحلي الإجمالي للفرد دولار أمريكي                 | 45.92 ألف                                  | 23.55 ألف                                          |
| مؤشر التنمية البشرية                                      | 0.939                                      | 0.819                                              |
| رمز المكالمات الدولي                                      | +61                                        | +371                                               |
| رمز الإنترنت                                              | .au                                        | .lv                                                |
| المنطقة الزمنية                                           |                                            | ت ع م+02:00، ت ع م+03:00، أوروبا/ريغا ‏             |

## مدن متوأمة
في ما يلي قائمة باتفاقيات التوأمة بين مدن أسترالية ولاتفية:
- ترتبط كيرنز مع ريغا باتفاقية توأمة.

## منظمات دولية مشتركة
يشترك البلدان في عضوية مجموعة من المنظمات الدولية، منها:
| علم المنظمة | اسم المنظمة                               | تاريخ انضمام أستراليا | تاريخ انضمام لاتفيا |
| ----------- | ----------------------------------------- | --------------------- | ------------------- |
|             | منظمة التعاون الاقتصادي والتنمية          | ?                     | 16 يونيو 2016       |
|             | منظمة التجارة العالمية                    | ?                     | 1999                |
|             | الاتحاد البريدي العالمي                   | ?                     | ?                   |
|             | مجموعة الموردين النوويين                  | ?                     | ?                   |
|             | يونسكو                                    | 4 نوفمبر 1946         | 9 يوليو 1951        |
|             | الفريق المعني برصد الأرض                  | ?                     | ?                   |
|             | مؤسسة التمويل الدولية                     | 20 يوليو 1956         | 29 سبتمبر 1993      |
|             | المركز الدولي لتسوية المنازعات الاستشارية | 1 يونيو 1991          | 7 سبتمبر 1997       |
|             | منظمة حظر الأسلحة الكيميائية              | ?                     | ?                   |
|             | مؤسسة التنمية الدولية                     | 24 سبتمبر 1960        | 11 أغسطس 1992       |
|             | مجموعة أستراليا                           | 1985                  | 2004                |
|             | وكالة ضمان الاستثمار متعدد الأطراف        | 10 فبراير 1999        | 21 أغسطس 1998       |
|             | الاتحاد الدولي للاتصالات                  | 27 مايو 1878          | 11 ديسمبر 1921      |
|             | منظمة الشرطة الجنائية الدولية             | ?                     | ?                   |
|             | الأمم المتحدة                             | 1 نوفمبر 1945         | 17 سبتمبر 1991      |
|             | البنك الدولي للإنشاء والتعمير             | 5 أغسطس 1947          | 11 أغسطس 1992       |
|             | المنظمة الهيدروغرافية الدولية             | ?                     | ?                   |

## وصلات خارجية
- موقع وزارة الخارجية الأسترالية
- موقع وزارة الخارجية اللاتفية